# Minamoto no Yoshimitsu
Minamoto no Yoshimitsu est un nom japonais traditionnel ; le nom de famille (ou le nom d'école), Minamoto, précède donc le prénom (ou le nom d'artiste).
Minamoto no Yoshimitsu (源 義光, 1045-25 novembre 1127), fils de Minamoto no Yoriyoshi, est un samouraï du clan Minamoto durant l'époque de Heian du Japon. Son frère est le fameux Minamoto no Yoshiie. Minamoto no Yoshimitsu est considéré comme étant le fondateur du Daitōryū aikijūjutsu, un des arts martiaux japonais. Yoshimitsu est aussi connu sous le nom de Shinra Saburō (新羅 三郎), Saburo du fait qu'il était le troisième fils de la famille, et Shinra car son genpuku avait eu lieu dans un temple nommé Shinra-ji.
Selon l'histoire propre au Daitō-ryū, Yoshimitsu dissèque les corps des hommes tués au combat et les étudie afin d'apprendre quels sont les points de frappe vitaux (atemi) et les techniques de clef articulaire. Le Daito-ryū tire son nom de celui d'un manoir où Yoshimitsu a vécu enfant, appelé « Daitō », dans la province d'Ōmi (actuelle préfecture de Shiga).
En récompense des services militaires rendus durant la guerre de Gosannen (1083-1087), Yoshimitsu est nommé seigneur de la province de Kai (actuelle préfecture de Yamanashi) où il s'installe. Nobuyoshi, l'arrière-petit-fils de Yoshimitsu, prend le surnom de « Takeda » et les techniques qu'a découvertes Yoshimitsu se transmettent secrètement de génération en génération au sein du clan Takeda jusqu'à la fin du XIXe siècle, quand Takeda Sōkaku commence à les enseigner à l'extérieur de son clan.
Au début de la guerre de Gosannen, le chinjufu-shōgun Hanchiman Tarō Minamoto-no-Yoshiie est battu par Kiyohara-no-Iehira. Yoshimitsu demanda alors à l'empereur retiré la permission d'aller au secours de son frère aîné, mais l'éminence grise ayant refusé la requête, Yoshimitsu démissionna et s'y rendit tout de même. En l'apprenant, Yoshiie pleura des larmes de joie et d'amour fraternel, puis en fit son vice-shogun. Se sachant perdu face au « fils aîné du dieu de la guerre », Takahira dit à Iehira : « Considérant que vous n'êtes qu'un être humain, vous avez admirablement combattu contre le général Yoshiie. En le faisant battre en brèche, vous avez illustré votre nom et le mien. Mais Yoshiie a une réputation supérieure à celle des familles Taira et Minamoto du passé. Ceci a donc scellé votre destinée et la mienne. Nous mourrons ensemble. » Ce discours galvanisa Iehira et ses troupes. L'histoire rapporte qu'apprenant qu'ils allaient à la guerre contre des ennemis aussi nombreux et féroces, un vieux samouraï âgé de 80 ans et au service de Yoshiie nommé Daizo Mitsuto, dit : « La vieillesse est chose fort chagrine. Je crains de ne pas voir les faits d'armes épiques qu'accomplira sans nul doute mon seigneur. » Le vieux guerrier se mit alors à pleurer, et l'assistance avec lui. Cet épisode ayant lieu au début de la guerre témoigne de la réputation considérable que possédaient d'ores et déjà les deux frères, que l'ennemi lui-même affirme déjà supérieure à celle de leur ancêtre, le légendaire Minamoto no Yorimitsu, le saint Georges du Japon.
Il semble que Shinrasaburō (ou peut-être son frère aîné, le célèbre Hachimantarō Yoshiie) soit le fondateur du prestigieux clan Satake. La guerre se conclut avec la capture du château de Kanezawa, dans la région duquel le clan Satake revint s'établir cinq siècles plus tard, après leur défaite à Sekigahara.

## Source de la traduction
- (en) Cet article est partiellement ou en totalité issu de l’article de Wikipédia en anglais intitulé « Minamoto no Yoshimitsu » (voir la liste des auteurs).